# Mistrovství České republiky v orientačním běhu 1999
7. ročník Mistrovství České republiky v orientačním běhu proběhl v roce 1999 v pěti individuálních a dvou týmových disciplínách.

## Nejúspěšnější závodníci
Pořadí závodníků podle získaných medailí (tzv. olympijského hodnocení) všech mistrovských kategorií (D16 – mladší dorostenky, D18 – starší dorostenky, D20 – juniorky, D21 – ženy, H16 – mladší dorostenci, H18 – starší dorostenci, H20 – junioři, H21 – muži) v individuálních disciplínách v roce 1999. Uvedeni jsou závodníci, kteří získali alespoň dvě medaile a zároveň alespoň jednu zlatou medaili.
| Medailové pořadí závodníků na MČR | Medailové pořadí závodníků na MČR | Medailové pořadí závodníků na MČR | Medailové pořadí závodníků na MČR | Medailové pořadí závodníků na MČR |
| Jméno                             | 1. místo                          | 2. místo                          | 3. místo                          | Celkem                            |
| --------------------------------- | --------------------------------- | --------------------------------- | --------------------------------- | --------------------------------- |
| Martina Dočkalová                 | 3                                 |                                   |                                   | 3                                 |
| Jana Cieslarová                   | 3                                 |                                   |                                   | 3                                 |
| Michal Jedlička                   | 3                                 |                                   |                                   | 3                                 |
| Zbyněk Hora                       | 3                                 |                                   |                                   | 3                                 |
| Miroslav Gebas                    | 2                                 | 1                                 |                                   | 3                                 |
| Zuzana Stehnová                   | 2                                 |                                   | 2                                 | 4                                 |
| Jaromír Vlach                     | 2                                 |                                   |                                   | 2                                 |
| Zdenka Stará                      | 1                                 | 2                                 |                                   | 3                                 |
| Jaromír Švihovský                 | 1                                 | 1                                 | 1                                 | 3                                 |
| Rudolf Ropek                      | 1                                 | 1                                 |                                   | 2                                 |
| Monika Topinková                  | 1                                 | 1                                 |                                   | 2                                 |
| Petra Novotná                     | 1                                 |                                   | 1                                 | 2                                 |
| Lenka Klimplová                   | 1                                 |                                   | 1                                 | 2                                 |
| Zuzana Macúchová                  | 1                                 |                                   | 1                                 | 2                                 |

## Mistrovství ČR v nočním OB
| Datum závodu   | 24. 4. 1999        |  | Místo konání    | Luhačovice • aréna |  | Pořadatel       | OOB TJ Slovan Luhačovice |
| Ředitel závodu |                    |  | Hlavní rozhodčí |                    |  | Stavitelé tratí | Libor Slezák             |
| Název mapy     | Luhačovice Gáborka |  | Web závodu      |                    |  | Výsledky závodu |                          |

| Zkrácené výsledky             | Zkrácené výsledky       | Zkrácené výsledky                    | Zkrácené výsledky       | Zkrácené výsledky       | Zkrácené výsledky | Zkrácené výsledky       | Zkrácené výsledky          | Zkrácené výsledky       | Zkrácené výsledky       |
| Pořadí                        | H21 – muži              | H21 – muži                           | H21 – muži              | H21 – muži              | Pořadí            | D21 – ženy              | D21 – ženy                 | D21 – ženy              | D21 – ženy              |
| ----------------------------- | ----------------------- | ------------------------------------ | ----------------------- | ----------------------- | ----------------- | ----------------------- | -------------------------- | ----------------------- | ----------------------- |
| Zlatá medaile                 | Pavel Žemlík            | SKOB Zlín                            | 1:09:45                 |                         | Zlatá medaile     | Renata Havrdová         | Sportcentrum Jičín         | 56:53                   |                         |
| Stříbrná medaile              | Michal Matějů           | USK Praha                            | 1:10:08                 | +0:23                   | Stříbrná medaile  | Iveta Navrátilová       | TJ TŽ Třinec               | 59:06                   | +2:13                   |
| Bronzová medaile              | Petr Henych             | OK Jilemnice                         | 1:10:32                 | +0:47                   | Bronzová medaile  | Kateřina Švihovská      | OK Jiskra Nový Bor         | 1:04:07                 | +7:14                   |
| 4                             | Tomáš Podmolík          | SKOB Zlín                            | 1:11:21                 | +1:36                   | 4                 | Lenka Koblížková        | TJ Tolar Jindřichův Hradec | 1:04:15                 | +7:22                   |
| 5                             | Vlastimil Polák         | OOS TJ Spartak Vrchlabí              | 1:12:55                 | +3:10                   | 5                 | Veronika Kupcová        | VŠTJ Ekonom Praha          | 1:04:50                 | +7:57                   |
| 6                             | Jiří Zicha              | VŠTJ Ekonom Praha                    | 1:14:25                 | +4:40                   | 6                 | Michaela Mahdalová      | OOB TJ Slovan Luhačovice   | 1:04:52                 | +7:59                   |
| 7                             | Radek Ticháček          | Sportcentrum Jičín                   | 1:14:33                 | +4:48                   | 7                 | Marie Slováková         | OOB TJ Slovan Luhačovice   | 1:05:57                 | +9:04                   |
| 8                             | Jan Boudný              | OK Jihlava                           | 1:15:47                 | +6:02                   | 8                 | Barbora Waldová         | USK Praha                  | 1:06:55                 | +10:02                  |
| 9                             | Ondřej Hájek            | KOS TJ Tesla Brno                    | 1:15:58                 | +6:13                   | 9                 | Kateřina Kašková        | OK Chrastava               | 1:11:02                 | +14:09                  |
| 10                            | Lukáš Přinda            | Slavia Liberec orienteering          | 1:17:23                 | +7:38                   | 10                | Jana Chmelíková         | OK Lokomotiva Pardubice    | 1:13:01                 | +16:08                  |
| Pořadí                        | H20 – junioři           | H20 – junioři                        | H20 – junioři           | H20 – junioři           | Pořadí            | D20 – juniorky          | D20 – juniorky             | D20 – juniorky          | D20 – juniorky          |
| Zlatá medaile                 | Jiří Kazda              | Sportcentrum Jičín                   | 1:13:15                 |                         | Zlatá medaile     | Lenka Klimplová         | OK Lokomotiva Pardubice    | 55:34                   |                         |
| Stříbrná medaile              | Michal Voráček          | SK Praga                             | 1:13:52                 | +0:37                   | Stříbrná medaile  | Monika Topinková        | OK Jiskra Nový Bor         | 58:46                   | +3:12                   |
| Bronzová medaile              | Petr Losman             | OK 99 Hradec Králové                 | 1:19:31                 | +6:16                   | Bronzová medaile  | Hana Staňková           | SKOB Zlín                  | 59:58                   | +4:24                   |
| Pořadí                        | H18 – starší dorostenci | H18 – starší dorostenci              | H18 – starší dorostenci | H18 – starší dorostenci | Pořadí            | D18 – starší dorostenky | D18 – starší dorostenky    | D18 – starší dorostenky | D18 – starší dorostenky |
| Zlatá medaile                 | Jaromír Vlach           | Sportovní klub ve Vrbně pod Pradědem | 52:54                   |                         | Zlatá medaile     | Zuzana Stehnová         | Oddíl OB Kotlářka          | 46:30                   |                         |
| Stříbrná medaile              | Michal Smola            | SKOB Zlín                            | 55:10                   | +2:16                   | Stříbrná medaile  | Anežka Jahnová          | TJ Opava                   | 51:10                   | +4:40                   |
| Bronzová medaile              | Ondřej Kazda            | Sportcentrum Jičín                   | 55:44                   | +2:50                   | Bronzová medaile  | Lucie Waldová           | Oddíl OB Kotlářka          | 55:05                   | +8:35                   |
| Pořadí                        | H16 – mladší dorostenci | H16 – mladší dorostenci              | H16 – mladší dorostenci | H16 – mladší dorostenci | Pořadí            | D16 – mladší dorostenky | D16 – mladší dorostenky    | D16 – mladší dorostenky | D16 – mladší dorostenky |
| Zlatá medaile                 | Jan Kynčl               | OK Jilemnice                         | 50:06                   |                         | Zlatá medaile     | Martina Dočkalová       | OK Lokomotiva Pardubice    | 34:14                   |                         |
| Stříbrná medaile              | Zbyněk Štěrba           | OK Lokomotiva Pardubice              | 50:08                   | +0:02                   | Stříbrná medaile  | Jana Kozielková         | TJ TŽ Třinec               | 40:16                   | +6:02                   |
| Bronzová medaile              | Ondřej Vrabec           | OK Sparta Praha                      | 51:43                   | +1:37                   | Bronzová medaile  | Vendula Křížová         | OK Sparta Praha            | 40:45                   | +6:31                   |
| << předchozí • následující >> |                         |                                      |                         |                         |                   |                         |                            |                         |                         |

Souhrnné informace naleznete v článku Mistrovství České republiky v nočním orientačním běhu.

## Mistrovství ČR na dlouhé trati
| Datum závodu   | 1. 5. 1999      |  | Místo konání    | Svratouch • aréna |  | Pořadatel       | OOB SK Chrast |
| Ředitel závodu |                 |  | Hlavní rozhodčí |                   |  | Stavitelé tratí | Josef Vítek   |
| Název mapy     | Zkamenělý zámek |  | Web závodu      |                   |  | Výsledky závodu |               |

| Zkrácené výsledky             | Zkrácené výsledky       | Zkrácené výsledky       | Zkrácené výsledky       | Zkrácené výsledky       | Zkrácené výsledky | Zkrácené výsledky       | Zkrácené výsledky          | Zkrácené výsledky       | Zkrácené výsledky       |
| Pořadí                        | H21 – muži              | H21 – muži              | H21 – muži              | H21 – muži              | Pořadí            | D21 – ženy              | D21 – ženy                 | D21 – ženy              | D21 – ženy              |
| ----------------------------- | ----------------------- | ----------------------- | ----------------------- | ----------------------- | ----------------- | ----------------------- | -------------------------- | ----------------------- | ----------------------- |
| Zlatá medaile                 | Michal Jedlička         | Dukla Liberec           | 2:27:57                 |                         | Zlatá medaile     | Jana Cieslarová         | TJ TŽ Třinec               | 1:40:16                 |                         |
| Stříbrná medaile              | Libor Zřídkaveselý      | Dukla Liberec           | 2:28:37                 | +0:40                   | Stříbrná medaile  | Jana Kuncová            | SOOB Spartak Rychnov n.Kn. | 1:46:58                 | +6:42                   |
| Bronzová medaile              | Radek Novotný           | OK 99 Hradec Králové    | 2:30:06                 | +2:09                   | Bronzová medaile  | Petra Novotná           | OK 99 Hradec Králové       | 1:47:05                 | +6:49                   |
| 4                             | Radek Ticháček          | Sportcentrum Jičín      | 2:30:45                 | +2:48                   | 4                 | Mária Honzová           | TJ TŽ Třinec               | 1:53:26                 | +13:10                  |
| 5                             | Marek Otruba            | Sk Pizzeria Haná        | 2:31:02                 | +3:05                   | 5                 | Michaela Mahdalová      | OOB TJ Slovan Luhačovice   | 1:56:52                 | +16:36                  |
| 6                             | Martin Štěpánek         | KOS TJ Tesla Brno       | 2:34:16                 | +6:19                   | 6                 | Dagmar Musilová         | SKOB Zlín                  | 1:59:50                 | +19:34                  |
| 7                             | Petr Bořánek            | USK Praha               | 2:35:09                 | +7:12                   | 7                 | Barbora Chudíková       | VSK VŠB TU Ostrava         | 2:03:32                 | +23:16                  |
| 8                             | Tomáš Zakouřil          | USK Praha               | 2:35:22                 | +7:25                   | 8                 | Veronika Kupcová        | VŠTJ Ekonom Praha          | 2:07:23                 | +27:07                  |
| 9                             | Pavel Žemlík            | SKOB Zlín               | 2:36:35                 | +8:38                   | 9                 | Barbora Waldová         | USK Praha                  | 2:08:48                 | +28:32                  |
| 10                            | Richard Klech           | SKOB Horní Benešov      | 2:36:51                 | +8:54                   | 10                | Helena Novotná          | VŠTJ Ekonom Praha          | 2:10:21                 | +30:05                  |
| Pořadí                        | H20 – junioři           | H20 – junioři           | H20 – junioři           | H20 – junioři           | Pořadí            | D20 – juniorky          | D20 – juniorky             | D20 – juniorky          | D20 – juniorky          |
| Zlatá medaile                 | Zbyněk Hora             | SK Praga                | 1:59:39                 |                         | Zlatá medaile     | Zdenka Stará            | KOS TJ Tesla Brno          | 1:36:41                 |                         |
| Stříbrná medaile              | Jan Hovorka             | OK Lokomotiva Pardubice | 2:06:59                 | +7:20                   | Stříbrná medaile  | Martina Schindlerová    | KOS TJ Tesla Brno          | 1:42:18                 | +5:37                   |
| Bronzová medaile              | Tomáš Kalenský          | Sportcentrum Jičín      | 2:07:26                 | +7:47                   | Bronzová medaile  | Zuzana Macúchová        | KOS TJ Tesla Brno          | 1:44:28                 | +7:47                   |
| Pořadí                        | H18 – starší dorostenci | H18 – starší dorostenci | H18 – starší dorostenci | H18 – starší dorostenci | Pořadí            | D18 – starší dorostenky | D18 – starší dorostenky    | D18 – starší dorostenky | D18 – starší dorostenky |
| Zlatá medaile                 | Miroslav Gebas          | OK 99 Hradec Králové    | 1:37:36                 |                         | Zlatá medaile     | Zuzana Stehnová         | Oddíl OB Kotlářka          | 1:26:31                 |                         |
| Stříbrná medaile              | Michal Smola            | SKOB Zlín               | 1:39:54                 | +2:18                   | Stříbrná medaile  | Vendula Ryšavá          | TJ Sokol Troja             | 1:28:10                 | +1:39                   |
| Bronzová medaile              | Ondřej Vrabec           | OK Sparta Praha         | 1:41:58                 | +4:22                   | Bronzová medaile  | Zuzana Klimplová        | OK Lokomotiva Pardubice    | 1:28:12                 | +1:41                   |
| << předchozí • následující >> |                         |                         |                         |                         |                   |                         |                            |                         |                         |

Souhrnné informace naleznete v článku Mistrovství České republiky v orientačním běhu na dlouhé trati.

## Mistrovství ČR na klasické trati
| Datum závodu   | 18. 9. 1999 |  | Místo konání    | Ostrov u Tisé • aréna |  | Pořadatel       | OOB TJ Slavoj Ústí nad Labem |
| Ředitel závodu |             |  | Hlavní rozhodčí |                       |  | Stavitelé tratí | Jiří Martan                  |
| Název mapy     | Volská říše |  | Web závodu      |                       |  | Výsledky závodu |                              |

| Zkrácené výsledky             | Zkrácené výsledky       | Zkrácené výsledky           | Zkrácené výsledky       | Zkrácené výsledky       | Zkrácené výsledky | Zkrácené výsledky       | Zkrácené výsledky              | Zkrácené výsledky       | Zkrácené výsledky       |
| Pořadí                        | H21 – muži              | H21 – muži                  | H21 – muži              | H21 – muži              | Pořadí            | D21 – ženy              | D21 – ženy                     | D21 – ženy              | D21 – ženy              |
| ----------------------------- | ----------------------- | --------------------------- | ----------------------- | ----------------------- | ----------------- | ----------------------- | ------------------------------ | ----------------------- | ----------------------- |
| Zlatá medaile                 | Michal Jedlička         | Dukla Liberec               | 1:24:54                 |                         | Zlatá medaile     | Jana Cieslarová         | TJ TŽ Třinec                   | 1:09:22                 |                         |
| Stříbrná medaile              | Michal Horáček          | Slavia Liberec orienteering | 1:28:28                 | +3:34                   | Stříbrná medaile  | Šárka Valášková         | USK Praha                      | 1:15:07                 | +5:45                   |
| Bronzová medaile              | Vít Pospíšil            | Dukla Liberec               | 1:31:26                 | +6:32                   | Bronzová medaile  | Olga Lepšíková          | OK Jiskra Nový Bor             | 1:15:54                 | +6:32                   |
| 4                             | Radek Novotný           | OK 99 Hradec Králové        | 1:32:11                 | +7:17                   | 4                 | Mária Honzová           | TJ TŽ Třinec                   | 1:15:55                 | +6:33                   |
| 5                             | Marek Prášil            | OK Jihlava                  | 1:33:38                 | +8:44                   | 5                 | Marcela Klapalová       | SOOB Spartak Rychnov n.Kn.     | 1:16:55                 | +7:33                   |
| 6                             | David Hepner            | OK Slavia Hradec Králové    | 1:33:57                 | +9:03                   | 6                 | Marie Slováková         | OOB TJ Slovan Luhačovice       | 1:18:34                 | +9:12                   |
| 7                             | Richard Klech           | SKOB Horní Benešov          | 1:34:38                 | +9:44                   | 7                 | Pavla Fialová           | USK Praha                      | 1:19:37                 | +10:15                  |
| 8                             | Pavel Žemlík            | SKOB Zlín                   | 1:34:42                 | +9:48                   | 8                 | Hana Lejsková           | SK OK 24 Praha                 | 1:20:26                 | +11:04                  |
| 9                             | Martin Štěpánek         | KOS TJ Tesla Brno           | 1:35:00                 | +10:06                  | 9                 | Petra Novotná           | OK 99 Hradec Králové           | 1:21:09                 | +11:47                  |
| 10                            | Petr Kozák              | USK Praha                   | 1:35:33                 | +10:39                  | 10                | Veronika Kupcová        | VŠTJ Ekonom Praha              | 1:23:01                 | +13:39                  |
| Pořadí                        | H20 – junioři           | H20 – junioři               | H20 – junioři           | H20 – junioři           | Pořadí            | D20 – juniorky          | D20 – juniorky                 | D20 – juniorky          | D20 – juniorky          |
| Zlatá medaile                 | Zbyněk Hora             | SK Praga                    | 1:12:39                 |                         | Zlatá medaile     | Monika Topinková        | OK Jiskra Nový Bor             | 1:04:49                 |                         |
| Stříbrná medaile              | Tomáš Udržal            | OK Lokomotiva Pardubice     | 1:17:02                 | +4:23                   | Stříbrná medaile  | Zdenka Stará            | KOS TJ Tesla Brno              | 1:08:41                 | +3:52                   |
| Bronzová medaile              | Jaromír Švihovský       | OK Jiskra Nový Bor          | 1:17:06                 | +4:27                   | Bronzová medaile  | Lenka Klimplová         | OK Lokomotiva Pardubice        | 1:18:29                 | +13:40                  |
| Pořadí                        | H18 – starší dorostenci | H18 – starší dorostenci     | H18 – starší dorostenci | H18 – starší dorostenci | Pořadí            | D18 – starší dorostenky | D18 – starší dorostenky        | D18 – starší dorostenky | D18 – starší dorostenky |
| Zlatá medaile                 | Jakub Stulík            | OK Slavia Hradec Králové    | 1:13:02                 |                         | Zlatá medaile     | Dana Brožková           | TJ Sokol Rovensko pod Troskami | 57:49                   |                         |
| Stříbrná medaile              | Miroslav Gebas          | OK 99 Hradec Králové        | 1:13:36                 | +0:34                   | Stříbrná medaile  | Michaela Omová          | OOB TJ Turnov                  | 59:14                   | +1:25                   |
| Bronzová medaile              | Miroslav Kovář          | Oddíl OB Kotlářka           | 1:14:26                 | +1:24                   | Bronzová medaile  | Zuzana Stehnová         | Oddíl OB Kotlářka              | 59:18                   | +1:29                   |
| Pořadí                        | H16 – mladší dorostenci | H16 – mladší dorostenci     | H16 – mladší dorostenci | H16 – mladší dorostenci | Pořadí            | D16 – mladší dorostenky | D16 – mladší dorostenky        | D16 – mladší dorostenky | D16 – mladší dorostenky |
| Zlatá medaile                 | Tomáš Dlabaja           | SKOB Zlín                   | 59:36                   |                         | Zlatá medaile     | Martina Dočkalová       | OK Lokomotiva Pardubice        | 49:14                   |                         |
| Stříbrná medaile              | Jan Gazdačko            | OK Slavia Hradec Králové    | 1:02:42                 | +3:06                   | Stříbrná medaile  | Radka Brožková          | TJ Sokol Rovensko pod Troskami | 54:06                   | +4:52                   |
| Bronzová medaile              | Ondřej Prášil           | SK LOB Nová Paka            | 1:03:37                 | +4:01                   | Bronzová medaile  | Jana Kozielková         | TJ TŽ Třinec                   | 57:36                   | +8:22                   |
| << předchozí • následující >> |                         |                             |                         |                         |                   |                         |                                |                         |                         |

Souhrnné informace naleznete v článku Mistrovství České republiky v orientačním běhu na klasické trati.

## Mistrovství ČR na krátké trati
| Datum závodu   | 19. 9. 1999 |  | Místo konání    | Heřmanice v Podještědí • aréna |  | Pořadatel       | OK Chrastava   |
| Ředitel závodu |             |  | Hlavní rozhodčí |                                |  | Stavitelé tratí | Michal Horáček |
| Název mapy     | Seleška     |  | Web závodu      |                                |  | Výsledky závodu |                |

| Zkrácené výsledky             | Zkrácené výsledky       | Zkrácené výsledky           | Zkrácené výsledky       | Zkrácené výsledky       | Zkrácené výsledky | Zkrácené výsledky       | Zkrácené výsledky              | Zkrácené výsledky       | Zkrácené výsledky       |
| Pořadí                        | H21 – muži              | H21 – muži                  | H21 – muži              | H21 – muži              | Pořadí            | D21 – ženy              | D21 – ženy                     | D21 – ženy              | D21 – ženy              |
| ----------------------------- | ----------------------- | --------------------------- | ----------------------- | ----------------------- | ----------------- | ----------------------- | ------------------------------ | ----------------------- | ----------------------- |
| Zlatá medaile                 | Michal Jedlička         | Dukla Liberec               | 27:47                   |                         | Zlatá medaile     | Petra Novotná           | OK 99 Hradec Králové           | 28:23                   |                         |
| Stříbrná medaile              | Rudolf Ropek            | Dukla Liberec               | 28:17                   | +0:30                   | Stříbrná medaile  | Marcela Klapalová       | SOOB Spartak Rychnov n.Kn.     | 28:42                   | +0:19                   |
| Bronzová medaile              | Lukáš Přinda            | Slavia Liberec orienteering | 29:44                   | +1:57                   | Bronzová medaile  | Eva Šichnárková         | SKOB Zlín                      | 30:40                   | +2:17                   |
| 4                             | Vladimír Lučan          | USK Praha                   | 29:52                   | +2:05                   | 4                 | Jana Kuncová            | SOOB Spartak Rychnov n.Kn.     | 30:54                   | +2:31                   |
| 5                             | David Hepner            | OK Slavia Hradec Králové    | 29:57                   | +2:10                   | 5                 | Bohdana Térová          | OK Doksy                       | 30:59                   | +2:36                   |
| 6                             | Pavel Košárek           | Dukla Liberec               | 30:31                   | +2:44                   | 6                 | Olga Lepšíková          | OK Jiskra Nový Bor             | 31:02                   | +2:39                   |
| 7                             | Petr Kozák              | USK Praha                   | 31:12                   | +3:25                   | 7                 | Michaela Mahdalová      | OOB TJ Slovan Luhačovice       | 31:05                   | +2:42                   |
| 8                             | Luboš Matějů            | USK Praha                   | 31:16                   | +3:29                   | 8                 | Barbora Chudíková       | VSK VŠB TU Ostrava             | 32:40                   | +4:17                   |
| 9                             | Radek Ticháček          | Sportcentrum Jičín          | 31:30                   | +3:43                   | 9                 | Dagmar Musilová         | SKOB Zlín                      | 32:56                   | +4:33                   |
| 10                            | Vít Pospíšil            | Dukla Liberec               | 31:50                   | +4:03                   | 10                | Věra Lukešová           | OK Jilemnice                   | 33:15                   | +4:52                   |
| Pořadí                        | H20 – junioři           | H20 – junioři               | H20 – junioři           | H20 – junioři           | Pořadí            | D20 – juniorky          | D20 – juniorky                 | D20 – juniorky          | D20 – juniorky          |
| Zlatá medaile                 | Zbyněk Hora             | SK Praga                    | 29:02                   |                         | Zlatá medaile     | Zuzana Macúchová        | KOS TJ Tesla Brno              | 27:08                   |                         |
| Stříbrná medaile              | Jaromír Švihovský       | OK Jiskra Nový Bor          | 29:20                   | +0:18                   | Stříbrná medaile  | Zdenka Stará            | KOS TJ Tesla Brno              | 27:16                   | +0:08                   |
| Bronzová medaile              | Petr Losman             | OK 99 Hradec Králové        | 30:03                   | +1:01                   | Bronzová medaile  | Michaela Skoumalová     | KOB Konice                     | 28:40                   | +1:32                   |
| Pořadí                        | H18 – starší dorostenci | H18 – starší dorostenci     | H18 – starší dorostenci | H18 – starší dorostenci | Pořadí            | D18 – starší dorostenky | D18 – starší dorostenky        | D18 – starší dorostenky | D18 – starší dorostenky |
| Zlatá medaile                 | Miroslav Gebas          | OK 99 Hradec Králové        | 25:44                   |                         | Zlatá medaile     | Vendula Klechová        | OK Jilemnice                   | 26:08                   |                         |
| Stříbrná medaile              | Petr Zvěřina            | OK 99 Hradec Králové        | 26:17                   | +0:33                   | Stříbrná medaile  | Vendula Ryšavá          | TJ Sokol Troja                 | 26:28                   | +0:20                   |
| Bronzová medaile              | Ondřej Kazda            | Sportcentrum Jičín          | 26:59                   | +1:15                   | Bronzová medaile  | Zuzana Stehnová         | Oddíl OB Kotlářka              | 26:30                   | +0:22                   |
| Pořadí                        | H16 – mladší dorostenci | H16 – mladší dorostenci     | H16 – mladší dorostenci | H16 – mladší dorostenci | Pořadí            | D16 – mladší dorostenky | D16 – mladší dorostenky        | D16 – mladší dorostenky | D16 – mladší dorostenky |
| Zlatá medaile                 | Jakub Valenta           | Oddíl OB Kotlářka           | 23:41                   |                         | Zlatá medaile     | Michaela Przyczková     | TJ TŽ Třinec                   | 24:16                   |                         |
| Stříbrná medaile              | Michal Erlebach         | OK Jilemnice                | 25:02                   | +1:21                   | Stříbrná medaile  | Radka Brožková          | TJ Sokol Rovensko pod Troskami | 24:34                   | +0:18                   |
| Bronzová medaile              | Zbyněk Štěrba           | OK Lokomotiva Pardubice     | 25:07                   | +1:26                   | Bronzová medaile  | Iva Rufferová           | TJ START Náchod                | 24:55                   | +0:39                   |
| << předchozí • následující >> |                         |                             |                         |                         |                   |                         |                                |                         |                         |

Souhrnné informace naleznete v článku Mistrovství České republiky v orientačním běhu na krátké trati.

## Mistrovství ČR štafet
| Datum závodu   | 25. 9. 1999   |  | Místo konání    | Slatiňany • aréna |  | Pořadatel       | OK Lokomotiva Pardubice |
| Ředitel závodu |               |  | Hlavní rozhodčí |                   |  | Stavitelé tratí | Jan Kaplan              |
| Název mapy     | Kočičí hrádek |  | Web závodu      |                   |  | Výsledky závodu |                         |

| Zkrácené výsledky             | Zkrácené výsledky                                             | Zkrácené výsledky | Zkrácené výsledky | Zkrácené výsledky | Zkrácené výsledky                                                          | Zkrácené výsledky | Zkrácené výsledky | Zkrácené výsledky | Zkrácené výsledky |
| Pořadí                        | H21 – muži                                                    | H21 – muži        | H21 – muži        | Pořadí            | D21 – ženy                                                                 | D21 – ženy        | D21 – ženy        |                   |                   |
| ----------------------------- | ------------------------------------------------------------- | ----------------- | ----------------- | ----------------- | -------------------------------------------------------------------------- | ----------------- | ----------------- | ----------------- | ----------------- |
| Zlatá medaile                 | Dukla Liberec Libor Zřídkaveselý Michal Jedlička Rudolf Ropek | 2:36:06           |                   | Zlatá medaile     | TJ TŽ Třinec Michaela Przyczková Mária Honzová Jana Cieslarová             | 2:08:13           |                   |                   |                   |
| Stříbrná medaile              | OK 99 Hradec Králové Martin Macek Radek Novotný Petr Losman   | 2:36:47           | +0:41             | Stříbrná medaile  | KOS TJ Tesla Brno Zuzana Macúchová Martina Schindlerová Zdenka Stará       | 2:10:59           | +2:46             |                   |                   |
| Bronzová medaile              | KOS TJ Tesla Brno Radovan Čech Martin Štěpánek Marián Dávidík | 2:38:46           | +2:40             | Bronzová medaile  | SOOB Spartak Rychnov n.Kn. Ivana Filipová Jana Kuncová Marcela Klapalová   | 2:12:55           | +4:42             |                   |                   |
| 4                             | USK Praha Vladimír Lučan Michal Matějů Luboš Matějů           | 2:38:54           | +2:48             | 4                 | OK Jiskra Nový Bor Kateřina Švihovská Monika Topinková Olga Lepšíková      | 2:19:57           | +11:44            |                   |                   |
| 5                             | Sportcentrum Jičín Jiří Kazda Zdeněk Zikmund Radek Ticháček   | 2:39:13           | +3:07             | 5                 | SKOB Zlín Dagmar Podmolíková Hana Staňková Eva Šichnárková                 | 2:20:05           | +11:52            |                   |                   |
| Pořadí                        | H18 – dorostenci                                              | H18 – dorostenci  | H18 – dorostenci  | Pořadí            | D18 – dorostenky                                                           | D18 – dorostenky  | D18 – dorostenky  |                   |                   |
| Zlatá medaile                 | SKOB Zlín Jiří Stacke Tomáš Dlabaja Michal Smola              | 2:08:03           |                   | Zlatá medaile     | OOB TJ Turnov Aneta Brožová Michaela Omová Blanka Folprechtová             | 1:42:09           |                   |                   |                   |
| Stříbrná medaile              | OK Chrastava Ondřej Horáček Petr Zvěřina Miroslav Gebas       | 2:08:16           | +0:13             | Stříbrná medaile  | OK Jilemnice Zuzana Jiřištová Martina Horynová Vendula Klechová            | 1:42:49           | +0:40             |                   |                   |
| Bronzová medaile              | Oddíl OB Kotlářka Petr Žaloudek Miroslav Kovář Jan Mrázek     | 2:09:37           | +1:34             | Bronzová medaile  | OK Lokomotiva Pardubice Lenka Šponarová Zuzana Klimplová Martina Dočkalová | 1:42:56           | +0:47             |                   |                   |
| << předchozí • následující >> |                                                               |                   |                   |                   |                                                                            |                   |                   |                   |                   |

Souhrnné informace naleznete v článku Mistrovství České republiky v orientačním běhu štafet.

## Mistrovství ČR klubů a oblastních výběrů
| Datum závodu   | 26. 9. 1999   |  | Místo konání    | Slatiňany • aréna |  | Pořadatel       | OK Lokomotiva Pardubice |
| Ředitel závodu |               |  | Hlavní rozhodčí |                   |  | Stavitelé tratí | Karel Haas              |
| Název mapy     | Kočičí hrádek |  | Web závodu      |                   |  | Výsledky závodu |                         |

| Zkrácené výsledky             | Zkrácené výsledky | Zkrácené výsledky | Zkrácené výsledky | Zkrácené výsledky | Zkrácené výsledky | Zkrácené výsledky | Zkrácené výsledky | Zkrácené výsledky | Zkrácené výsledky |
| Pořadí                        | DH21 - dospělí | DH21 - dospělí    | DH21 - dospělí    | Pořadí            | DH18 - dorost | DH18 - dorost     | DH18 - dorost     |                   |                   |
| ----------------------------- | --- | ----------------- | ----------------- | ----------------- | --- | ----------------- | ----------------- | ----------------- | ----------------- |
| Zlatá medaile                 | USK Praha Tomáš Zakouřil Pavla Fialová Kamil Arnošt Marie Patočková Jan Kučera Šárka Valášková Vladimír Lučan                 | 5:04:10           |                   | Zlatá medaile     | OK 99 Hradec Králové Tomáš Novotný Lenka Rybářová Petr Horáček Veronika Běhounová Petr Zvěřina Iva Rufferová Miroslav Gebas      | 5:19:44           |                   |                   |                   |
| Stříbrná medaile              | SKOB Zlín Tomáš Podmolík Dagmar Podmolíková Jozef Wallner Hana Staňková Tomáš Slováček Eva Šichnárková Pavel Žemlík           | 5:10:23           | +6:13             | Stříbrná medaile  | Oddíl OB Kotlářka Petr Žaloudek Lucie Waldová Ondřej Vrabec Zuzana Stehnová Miroslav Kovář Anežka Jahnová Jan Mrázek             | 5:22:48           | +3:04             |                   |                   |
| Bronzová medaile              | SOOB Spartak Rychnov n.Kn. Zbyněk Fejk Jana Kuncová Libor Filip Ivana Filipová Jan Potštejnský Marcela Klapalová Petr Vítek   | 5:11:32           | +7:22             | Bronzová medaile  | OK Slavia Hradec Králové Jan Bláha Adéla Weinerová Jan Gazdačko Lenka Doležalová Václav Komanec Martina Fejlková Jakub Stulík    | 5:26:15           | +6:31             |                   |                   |
| 4                             | KOS TJ Tesla Brno Radovan Čech Zuzana Macúchová Martin Štěpánek Martina Schindlerová Ivo Habán Zdenka Stará Marian Dávidík    | 5:13:11           | +9:01             | 4                 | OK Lokomotiva Pardubice Adam Zitka Lenka Šponarová Jaroslav Matyk Martina Dočkalová Zbyněk Štěrba Zuzana Klimplová Ondřej Prášil | 5:26:31           | +6:47             |                   |                   |
| 5                             | OK Jiskra Nový Bor Tomáš Kolařík Kateřina Švihovská Milan Šrůta Monika Topinková Tomáš Vácha Olga Lepšíková Jaromír Švihovský | 5:19:15           | +15:05            | 5                 | Sportcentrum Jičín Jan Vodička Olga Ticháčková Novotný Dana Brožková Tomáš Hanzl Romana Kalenská Ondřej Kazda                    | 5:29:00           | +9:16             |                   |                   |
| << předchozí • následující >> | |                   |                   |                   | |                   |                   |                   |                   |

Souhrnné informace naleznete v článku Mistrovství České republiky v orientačním běhu klubů a oblastních výběrů.

## Mistrovství ČR ve sprintu
| Datum závodu   | 2. 10. 1999 |  | Místo konání    | Konopiště • aréna |  | Pořadatel       | USK Praha |
| Ředitel závodu |             |  | Hlavní rozhodčí |                   |  | Stavitelé tratí |           |
| Název mapy     | Konopiště   |  | Web závodu      |                   |  | Výsledky závodu |           |

| Zkrácené výsledky             | Zkrácené výsledky       | Zkrácené výsledky                    | Zkrácené výsledky       | Zkrácené výsledky       | Zkrácené výsledky | Zkrácené výsledky       | Zkrácené výsledky                    | Zkrácené výsledky       | Zkrácené výsledky       |
| Pořadí                        | H21 – muži              | H21 – muži                           | H21 – muži              | H21 – muži              | Pořadí            | D21 – ženy              | D21 – ženy                           | D21 – ženy              | D21 – ženy              |
| ----------------------------- | ----------------------- | ------------------------------------ | ----------------------- | ----------------------- | ----------------- | ----------------------- | ------------------------------------ | ----------------------- | ----------------------- |
| Zlatá medaile                 | Rudolf Ropek            | Dukla Liberec                        | 19:03                   |                         | Zlatá medaile     | Jana Cieslarová         | TJ TŽ Třinec                         | 25:11                   |                         |
| Stříbrná medaile              | Libor Zřídkaveselý      | Dukla Liberec                        | 20:08                   | +1:05                   | Stříbrná medaile  | Marcela Klapalová       | SOOB Spartak Rychnov n.Kn.           | 25:48                   | +0:37                   |
| Bronzová medaile              | Luboš Matějů            | USK Praha                            | 20:17                   | +1:14                   | Bronzová medaile  | Michaela Mahdalová      | OOB TJ Slovan Luhačovice             | 26:25                   | +1:14                   |
| 4                             | Marian Dávidík          | Slovensko                            | 20:28                   | +1:25                   | 4                 | Olga Lepšíková          | OK Jiskra Nový Bor                   | 26:29                   | +1:18                   |
| 5                             | František Libant        | Slovensko                            | 20:58                   | +1:55                   | 5                 | Kateřina Mikšová        | SK Praga                             | 26:37                   | +1:26                   |
| 6                             | Zbyněk Hora             | SK Praga                             | 20:59                   | +1:56                   | 6                 | Mária Honzová           | TJ TŽ Třinec                         | 26:50                   | +1:39                   |
| 7                             | Vít Pospíšil            | Dukla Liberec                        | 21:00                   | +1:57                   | 7                 | Zuzana Macúchová        | KOS TJ Tesla Brno                    | 27:03                   | +1:52                   |
| 8                             | Lukáš Přinda            | Slavia Liberec orienteering          | 21:08                   | +2:05                   | 8                 | Šárka Valášková         | USK Praha                            | 27:06                   | +1:55                   |
| 8                             | Petr Losman             | OK 99 Hradec Králové                 | 21:08                   | +2:05                   | 9                 | Jana Kuncová            | SOOB Spartak Rychnov n.Kn.           | 27:12                   | +2:01                   |
| 10                            | Michal Matějů           | USK Praha                            | 21:11                   | +2:08                   | 10                | Michaela Przyczková     | TJ TŽ Třinec                         | 27:16                   | +2:05                   |
| Pořadí                        | H20 – junioři           | H20 – junioři                        | H20 – junioři           | H20 – junioři           | Pořadí            | D20 – juniorky          | D20 – juniorky                       | D20 – juniorky          | D20 – juniorky          |
| Zlatá medaile                 | Jaromír Švihovský       | OK Jiskra Nový Bor                   | 20:37                   |                         | Zlatá medaile     | Dana Javůrková          | Sportovní klub ve Vrbně pod Pradědem | 20:00                   |                         |
| Stříbrná medaile              | Lubomír Tomeček         | Sportovní klub ve Vrbně pod Pradědem | 21:02                   | +0:25                   | Stříbrná medaile  | Věra Komínková          | Slavia Liberec orienteering          | 21:36                   | +1:36                   |
| Bronzová medaile              | Lukáš Svoboda           | OK Slavia Hradec Králové             | 21:06                   | +0:29                   | Bronzová medaile  | Marta Štěrbová          | OK Lokomotiva Pardubice              | 21:59                   | +1:59                   |
| Pořadí                        | H18 – starší dorostenci | H18 – starší dorostenci              | H18 – starší dorostenci | H18 – starší dorostenci | Pořadí            | D18 – starší dorostenky | D18 – starší dorostenky              | D18 – starší dorostenky | D18 – starší dorostenky |
| Zlatá medaile                 | Jaromír Vlach           | Sportovní klub ve Vrbně pod Pradědem | 16:41                   |                         | Zlatá medaile     | Veronika Běhounová      | OK 99 Hradec Králové                 | 14:35                   |                         |
| Stříbrná medaile              | Tomáš Knespl            | SKOB Sig-Mat Mladá Boleslav          | 17:07                   | +0:26                   | Stříbrná medaile  | Vendula Ryšavá          | TJ Sokol Troja                       | 14:40                   | +0:05                   |
| Stříbrná medaile              | Svatopluk Palička       | SKOB Horní Benešov                   | 17:07                   | +0:26                   | Bronzová medaile  | Kateřina Nováková       | OK Doksy                             | 14:58                   | +0:23                   |
| Pořadí                        | H16 – mladší dorostenci | H16 – mladší dorostenci              | H16 – mladší dorostenci | H16 – mladší dorostenci | Pořadí            | D16 – mladší dorostenky | D16 – mladší dorostenky              | D16 – mladší dorostenky | D16 – mladší dorostenky |
| Zlatá medaile                 | Petr Žaloudek           | Oddíl OB Kotlářka                    | 16:42                   |                         | Zlatá medaile     | Martina Dočkalová       | OK Lokomotiva Pardubice              | 14:04                   |                         |
| Stříbrná medaile              | Michal Erlebach         | OK Jilemnice                         | 16:45                   | +0:03                   | Stříbrná medaile  | Lenka Šponarová         | OK Lokomotiva Pardubice              | 15:15                   | +1:11                   |
| Bronzová medaile              | Ondřej Prášil           | SK LOB Nová Paka                     | 16:58                   | +0:16                   | Bronzová medaile  | Jana Kozielková         | TJ TŽ Třinec                         | 15:22                   | +1:18                   |
| << předchozí • následující >> |                         |                                      |                         |                         |                   |                         |                                      |                         |                         |

Souhrnné informace naleznete v článku Mistrovství České republiky v orientačním běhu ve sprintu.